# Florencia Di Concilio

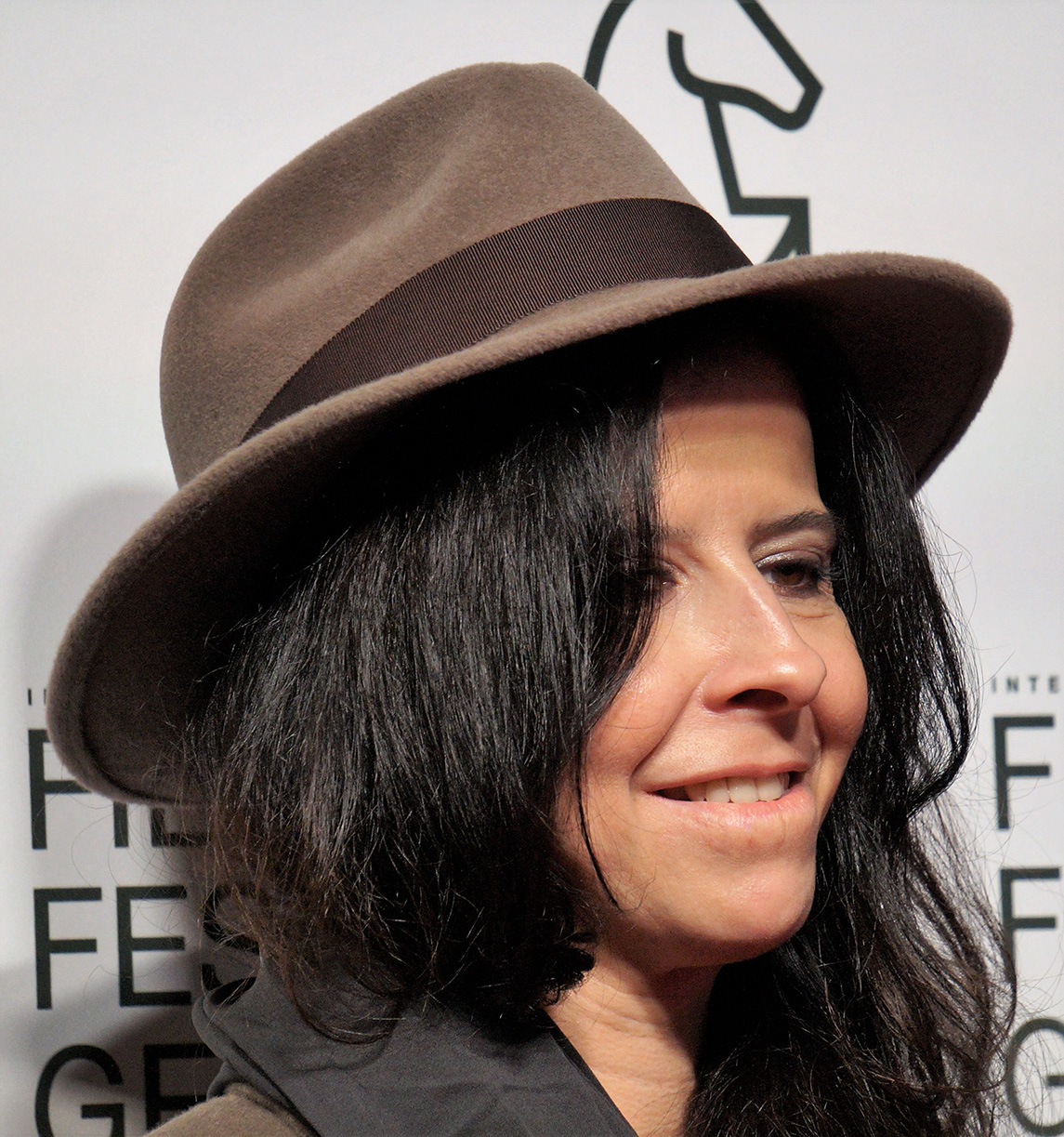
Florencia Di Concilio, 2021

Florencia Di Concilio (* 31. Juli 1979 in Montevideo, Uruguay) ist eine uruguayische Komponistin.

## Leben
Florencia Di Concilio wurde in eine musikalische Familie geboren. Ihre musische Ausbildung erhielt sie in ihrer Heimatstadt Montevideo. Ab 1997 studierte sie an der School of the Arts, einem Institut des College of Charleston und anschließend am New England Conservatory of Music, jeweils als Vollstipendiatin. Nachdem sie im Jahr 2003 ihren Masterabschluss erhalten hatte, studierte sie Komposition und Orchestrierung am Conservatoire de Paris.
Während ihrer Zeit in Frankreich komponierte sie die Musik für mehrere Independentfilme und Fernsehproduktionen des deutsch-französischen Fernsehsenders Arte. Nachdem sie sich erfolgreich als Filmkomponistin etablieren konnte, arbeitete sie auch in England und in Hollywood als Komponistin.

## Filmografie (Auswahl)
- 2004–2007: Die großen Sportduelle (Les grands duels du sport, Fernsehserie, vier Folgen)
- 2007: Das Wunder der Anden (Stranded: I've Come from a Plane That Crashed on the Mountains)
- 2009: Cartagena (L’Homme de chevet)
- 2010: Die Chinesen in Afrika (Hostage in the Jungle)
- 2010: Gefangen im Dschungel (Hostage in the Jungle)
- 2010: Lateinamerika erhebt sich (Eyes Wide Open)
- 2017: Ava
- 2020: Calamity – Martha Jane Cannarys Kindheit
- 2022: The Five Devils (Les cinq diables)
- 2024: The Vanishing

## Auszeichnungen
World Soundtrack Award
- 2021: Nominierung als Discovery of the Year (Calamity – Martha Jane Cannarys Kindheit)